# Науть (Житковичский район)
Науть (бел. Навуць) — деревня в Морохоровском сельсовете Житковичского района Гомельской области Беларуси.
На юге граничит с лесом.

## География

### Расположение
В 11 км на северо-восток от районного центра и железнодорожной станции Житковичи (на линии Лунинец — Калинковичи), 224 км от Гомеля.

## Гидрография
На реке Науть (приток реки Припять); на востоке Руденецкий канал.

## Транспортная сеть
Транспортные связи по просёлочной, затем автомобильной дороге Лунинец — Калинковичи. Планировка состоит из прямолинейной меридиональной улицы, застроенной двусторонне, деревянными усадьбами.

## История
Согласно письменным источникам известна с XIX века как хутор в Житковичской волости Мозырского уезда Минской губернии. В 1930 году организован колхоз «Красная Науць», работала мастерская по изготовлению колёс. В середине 1930-х годах в деревню переселены жители близлежащих хуторов. Во время Великой Отечественной войны 10 жителей погибли на фронтах. Согласно переписи 1959 года в составе совхоза «Красный Бор» (центр — деревня Семенча).
До 31 октября 2006 года в составе Червоненского сельсовета.

## Население

### Численность
- 2004 год — 38 хозяйств, 75 жителей.

### Динамика
- 1897 год — 22 жителя (согласно переписи).
- 1908 год — 4 двора, 34 жителя.
- 1917 год — 75 жителей.
- 1921 год — 15 дворов, 87 жителей.
- 1959 год — 154 жителя (согласно переписи).
- 2004 год — 38 хозяйств, 75 жителей.